# Championnats d'Europe de plongeon
Les Championnats d'Europe de plongeon sont une compétition européenne de plongeon organisée tous les deux ans par la Ligue européenne de natation (LEN) depuis 2009.
Le plongeon fait aussi partie du programme des Championnats d'Europe de natation. 

## Éditions
| Année | Édition      | Lieu               |
| ----- | ------------ | ------------------ |
| 2009  | Ire édition  | Turin, Italie      |
| 2011  | IIe édition  | Turin, Italie      |
| 2013  | IIIe édition | Rostock, Allemagne |
| 2015  | IVe édition  | Rostock, Allemagne |
| 2017  | Ve édition   | Kiev, Ukraine      |
| 2019  | VIe édition  | Kiev, Ukraine      |
| 2023  | VIIe édition | Rzeszów, Pologne   |
| 2025  | VIIe édition | Antalya, Turquie   |